# Ali-Tegin
'Ali ibn Hasan, noto anche come Harun Bughra Khan e meglio conosciuto come 'Alī-Tegin (riportato anche nella forma Alitigin) (... – Transoxiana, 1034), fu un sovrano della dinastia karakhanide attivo in Transoxiana dal 1020 al 1034, salvo una breve interruzione nel 1024/1025.

## Biografia

### Origini
Era figlio di Hasan ibn Sulayman Bughra Khan (chiamato semplicemente "Bughra Khan" nelle fonti persiane), che era l'antenato eponimo del ramo orientale della famiglia karakhanide, noto come Hasanidi, a cui apparteneva Ali-Tegin. Hasan è noto solo da fonti persiane a proposito delle guerre che condusse con i Samanidi, i quali un tempo governavano la Transoxiana prima che i Karakhanidi sotto Nasr Khan ne annettessero i territori nel 999.

### Ascesa al potere
Ali-Tegin viene menzionato per la prima volta quando venne condannato in prigione per ordine del suo rivale Mansur Arslan Khan. Presto riuscì comunque a fuggire e a riceve ausilio da un gruppo di Turchi Oghuz guidati dal sovrano dei Selgiuchidi Arslan Isra'il. Grazie ai Turchi Oghuz al suo fianco, Ali-Tegin conquistò Bukhara e presto occupò l'intera Sogdiana; dopo la conquista della regione, assunse i titoli di "Yïgan-tigin" e "Arslan Ilig". Concesse poi sua figlia in sposa ad Arslan Isra'il. Con il possesso delle ricche e importanti città di Bukhara e Samarcanda, Ali-Tegin divenne una figura potente e influente nell'Asia centrale; tuttavia, ciò mise a dura prova i suoi rapporti con il fratello geloso Yusuf Qadir Khan, che si ritrovò ad allearsi con il sultano Mahmud (al potere dal 998 al 1030), che aveva ricevuto segnali di malcontento dai sudditi di Ali-Tegin ed era lui stesso infastidito da Ali-Tegin, poiché non gli aveva permesso di inviare degli ambasciatori da Qadir Khan, signore delle due importanti città di Khotan e Kashgar. Ali-Tegin, dopo aver appreso dell'alleanza di suo fratello con i Ghaznavidi, reagì stringendo saldi rapporti con l'altro fratello Muhammad Toghan Khan.

### Conflitto con i Ghaznavidi

Cartina del Khorasan, della Transoxiana e del Tokharistan

Nel 1024/1025, un esercito congiunto al comando di Mahmud e Qadir Khan invase i territori di Ali-Tegin e sbaragliò completamente lui e i suoi sostenitori selgiuchidi. Ali-Tegin fuggì quindi nelle steppe, mentre Mahmud e Qadir Khan strinsero un'alleanza matrimoniale a Samarcanda. Uno degli ufficiali di Mahmud catturò la famiglia di Ali-Tegin mentre si dava alla fuga verso zone più sicure. Nel frattempo, Arslan Isra'il fuggì nel territorio dei Ghaznavidi nel Khorasan e chiese il permesso di stabilirsi nella regione in cambio della protezione dei confini dei Ghaznavidi dalle incursioni degli altri turchi della Transoxiana. Mahmud, non fidandosi di lui e dei suoi seguaci, li fece imprigionare.
Fortunatamente per Ali-Tegin, Mahmud dovette ritirarsi dalla Transoxiana per preparare un'altra spedizione in India, dando ad Ali-Tegin l'opportunità di contrattaccare Qadir Khan e riconquistare i suoi vecchi territori. Ali-Tegin, pur non godendo più del sostegno di Arslan Isra'il, poteva ancora contare sull'aiuto dei nipoti di quest'ultimo Tughril e Chaghri Beg. Ali-Tegin entrò in conflitto con i Selgiuchidi nel 1029, ma questi continuarono a rimanergli fedeli e a sostenerlo.
Dopo una breve guerra civile nello stato di Ghaznavide nel 1030, il figlio di Mahmud, Mas'ud I, divenne il nuovo sovrano dell'impero ghaznavide e proseguì la politica aggressiva del padre nei confronti di Ali-Tegin; nello specifico, Mas'ud intendeva conquistare una volta per tutte la Transoxiana ad Ali-Tegin e cederla al secondo figlio di Qadir Khan, che era suo cognato, Muhammad Bughra Khan. Nel 1032, il governatore ghaznavide della Corasmia, Altuntash, conquistò Bukhara e poco dopo prese parte a una battaglia inconcludente a Dabusiyya, una piccola cittadina tra Bukhara e Samarcanda; Altuntash perse la vita in quella circostanza, ma uno dei suoi ufficiali più fidati, Ahmad Shirazi, negoziò con successo un trattato con Ali-Tegin, che accettò di tornare a Samarcanda, mentre l'esercito ghaznavide si ritirava nelle proprie terre di provenienza.
Nel frattempo, in Corasmia, il figlio di Altun-Tash, Harun, governatore ghaznavide della regione, divenne il nuovo sovrano. A differenza del padre, si dimostrò sin da subito ostile ai Ghaznavidi e nel 1034 strinse un'alleanza con Ali-Tegin, con cui sognava di invadere il Khorasan. Tuttavia, prima che l'invasione potesse aver luogo, Harun fu assassinato dai suoi stessi schiavi, su istigazione di Mas'ud. Ali-Tegin morì nello stesso anno; i suoi figli continuarono a preservare l'autorità di suo padre in Transoxiana per alcuni anni, finché il loro parente Böritigin (r. 1038-1068) del ramo degli Alidi non si impadronì dei loro possedimenti.